# NGC 2949-2
NGC 2949-2 is een lensvormig sterrenstelsel in het sterrenbeeld Leeuw. Het bevindt zich in de buurt van NGC 2949-1.

## Synoniemen
- ZWG 92.25
- PGC 27579